# نويل درايتون
نويل درايتون (بالإنجليزية: Noel Drayton)‏ مواليد 7 أكتوبر 1913 في كيب تاون - الوفاة 7 ديسمبر 1981 في سيدونا، الولايات المتحدة، هو ممثل أمريكي بدأ مسيرته الفنية سنة 1950.

## الأعمال
- الفرقة المدرعة السابعة
- بيري ماسون

## روابط خارجية
- نويل درايتون على موقع IMDb (الإنجليزية)
- نويل درايتون على موقع قاعدة بيانات الفيلم (الإنجليزية)